# 澳洲寶石鱸
高體革鯻（學名：Scortum barcoo）俗稱澳洲寶石鱸，又稱寶石魚、寶石斑魚。為輻鰭魚綱鱸形目鱸亞目鯻科的其中一種，由於其體側很多大小不等黑色閃亮的橢圓形斑，宛如鑲嵌在魚身體表的黑寶石，故稱之為寶石魚。是原產澳洲的食用淡水魚，目前為昆士蘭地區六大重要淡水魚類之一，具有成長快、雜食性及耐低溶氧等特點，種魚性成熟需要4年。因牠們具有很强的环境适应力和高度的抗病能力，故被引進世界各地，成為享负盛名的食用魚。